# 惠文蠟像院
惠文蠟像院（Madam Vivian's Wax Museum，1970年8月28日 – 1977年2月27日），位於香港九龍尖沙嘴星光行五樓，它是香港歷史裡第二間蠟像館，惠文臘像館為孫惠文小姐之藝術創作的一個總介紹，香港置地公司提供星光行供陳設之用，該館由「惠文企業公司」及「星光有限公司」共同經營，1970年8月28日正午的開幕儀式，香港置地公司總經理羅弼仕介紹香港旅遊協會執行幹事史敦少校與嘉賓會晤及剪綵，並設酒會慶祝。史敦少校在惠文臘像館剪綵儀武中致詞謂：「我們深切了解需要有更多的和種類繁多的事物，吸引世界遊客前來香港觀光，一般評論，認為我們在文化事物方面，沒有足夠的吸引力，我們對於東方的文化，習俗及工藝的崇高價值，亦乏充分的理解，現在，最低限度，我們可以在海外及世界各地，宣傳本港蠟像館中的工藝品。」 無論蠟像體形及展覽面積，均比灣仔的香港蠟像院為大，由於香港地方租金高昂，陳列地方不夠則難以吸引遊客，香港蠟像院先行歇業。此後惠文蠟像館亦由於門票高昂，遊客不足，無法經營下去，香港政府有限公司註冊官（1993年公司註冊處成立，改稱公司註冊處處長）翟及時遂在1977年2月26日 在香港政府憲報刊出43家有限公司立即吊銷其註冊，其中包括惠文蠟像館。有一部份蠟像被轉贈予澳洲蠟像館。

## 爆竊事件
- 1970年9月26日有歹徒混在觀眾裡參觀惠文蠟像院，至晚上10時15分關門時，匿身儲物室內不走，待職員離開後，出來撬開辦公室抽屜偷去港幣2,995元、13美元及加幣5元遁去。翌日早上7時45分，蠟像館營業時，才被職員發覺 [3][4]。

## 入場券
- 港幣兩元；特別優待學生及兒童入場每位港幣一元[5]。

## 外部連結
- 香港杜莎夫人蠟像館的官方綱站 （页面存档备份，存于）